# Championnats du monde de tennis de table 2005
Navigation
Championnats du monde 2004 Championnats du monde 2006
Les championnats du monde de tennis de table 2005 ont eu lieu à Shanghai en République populaire de Chine. 
Cinq épreuves de tennis de table figuraient au programme, deux masculines, deux féminines et une mixte.

## Liste desépreuves
Les épreuves se sont déroulées du 26 avril au 6 mai 2005.
- Simple masculin
- Simple féminin
- Double masculin
- Double féminin
- Double mixte

## Résultats
Toutes les médailles d'or ont été remportées par les chinois, seules quelques médailles leurs échappent. Wang Liqin reprend son titre perdu en 2003 à Paris, et chez les dames Zhang Yining s'impose devant sa compatriote Guo Yan.
| Tableau         | Or                    | Argent                   | Bronze                                |
| --------------- | --------------------- | ------------------------ | ------------------------------------- |
| Simple masculin | Wang Liqin            | Ma Lin                   | Oh Sang-eun Michael Maze              |
| Double masculin | Kong Linghui/Wang Hao | Timo Boll/Christian Suss | Chen Qi/Ma Lin Wang Liqin/Yan Sen     |
| Simple féminin  | Zhang Yining          | Guo Yan                  | Guo Yue Lin Ling                      |
| Double féminin  | Wang Nan/Zhang Yining | Guo Yue/Niu Jianfeng     | Bai Yang/Guo Yan Tie Yana / Zhang Rui |
| Double mixte    | Wang Liqin/Guo Yue    | Bai Yang/Liu Guozheng    | Qiu Yike/Cao Zhen Guo Yan / Yan Sen   |

### Tableau des médailles
| Rang  | Nation       | Or | Argent | Bronze | Total |
| ----- | ------------ | -- | ------ | ------ | ----- |
| 1     | Chine        | 5  | 4      | 6      | 15    |
| 2     | Allemagne    | 0  | 1      | 0      | 1     |
| 3     | Hong Kong    | 0  | 0      | 2      | 2     |
| 4     | Danemark     | 0  | 0      | 1      | 1     |
| 4     | Corée du Sud | 0  | 0      | 1      | 1     |
| Total | Total        | 5  | 5      | 10     | 20    |